# ロジャー・ベヴァン・ウィリアムズ
ロジャー・ベヴァン・ウィリアムズ（Roger Bevan Williams, 1940年8月30日 - ）は、イギリスのオルガン奏者、指揮者、音楽学者。
スウォンジーの生まれ。ハダースフィールド音楽学校を経てカーディフ大学に進学。1967年にはゴールドスミス・カレッジで音楽学の修士号を取得し、キングス・カレッジでアルノルト・シェーンベルクの初期作品の研究により1975年に博士号を得た。以後7年間ロンドンでオルガンとチェンバロの奏者及び指揮者として活動。1978年からアバディーン大学の音楽学部の講師に任命され、同大学の音楽学部が閉鎖されると、大学の音楽監督の地位を得て2010年までその職務を全うした。1980年代はエディンバラ音楽祭合唱団の補助指揮者を務め、1984年から1989年までスコティッシュ・ナショナル管弦楽団附属の合唱団の合唱指揮者を務めた。

## 注
1. ↑  アーカイブ 2019年8月20日 - ウェイバックマシン
2. ↑  ロジャー・ベヴァン・ウィリアムズ - Discogs（英語）
3. ↑  アーカイブ 2011年8月18日 - ウェイバックマシン
4. ↑  “Renowned organist retires from University of Aberdeen”. University of Aberdeen. (2010年8月31日).  オリジナルの2019年8月23日時点におけるアーカイブ。 2019年8月23日閲覧。

| スタブアイコン | サブスタブ | この項目は、まだ閲覧者の調べものの参照としては役立たない、人物に関連した書きかけの項目です。この項目を加筆・訂正などしてくださる協力者を求めています（P:人物伝/PJ:人物伝）。 |